# Sindora inermis
Sindora inermis är en ärtväxtart som beskrevs av Elmer Drew Merrill. Sindora inermis ingår i släktet Sindora och familjen ärtväxter. IUCN kategoriserar arten globalt som sårbar. Inga underarter finns listade i Catalogue of Life.